# Paul Pelosi
Paul Francis Pelosi (15 de abril de 1940) es un empresario estadounidense y propietario del equipo Sacramento Mountain Lions de la United Football League. También es dueño y operador de Financial Leasing Services, Inc., con sede en San Francisco, Estados Unidos, que maneja bienes raíces inversión de capital de riesgo y es también consultoría.

## Vida
Pelosi nació y se crio en San Francisco, es el más joven de una familia de tres niños.  Su padre era John Pelosi, un farmacéutico mayorista. Asistió a la escuela San Ignacio y se graduó en el colegio Malvern en Pensilvania. Obtuvo una licenciatura en ciencias (BS) en servicio exterior en la Universidad de Georgetown, durante la cual conoció a su futura esposa, Nancy D'Alesandro, quien asistía a una universidad católica particular para mujeres, Trinity College, en Washington D. C. Obtuvo una maestría en administración de empresas de la Stern School of Business de la Universidad de Nueva York. fue presidente de la Junta del Servicio Exterior en Georgetown desde 2009.

## Carrera
Pelosi fundó y dirige la firma de capital de riesgo Financial Leasing Services, Inc., a través de la cual él y su esposa tienen una fortuna personal de alrededor de $ 114 millones.
Habiendo invertido previamente en los Oakland Invaders de la Liga de Fútbol de los Estados Unidos, compró los California Redwoods, una franquicia de la United Football League, por $ 12 millones en el 2009. Más tarde, los Redwoods se mudaron a Sacramento para convertirse en los Sacramento Mountain Lions.
El éxito de Pelosi en el comercio de acciones atrajo la atención de los medios de comunicación en el verano del 2021, lo que llevó a los esfuerzos para controlar estrictamente la propiedad de acciones individuales por parte de los miembros del Congreso.

## Vida personal
En 1963 contrajo matrimonio con Nancy Pelosi, que llegaría a serla 52.ª Presidente de la Cámara de Representantes de los Estados Unidos, en la Catedral de María Nuestra Reina en la ciudad de Baltimore, Maryland, tiene 5 hijos.

### Problemas legales
En mayo de 2022, Paul Pelosi fue arrestado por conducir bajo la influencia del alcohol en el condado de Napa después de chocar contra otro vehículo en una intersección. Pelosi se declaró culpable en agosto y fue sentenciado a cumplir cinco días de cárcel, pagar $6,800 en multas y restitución, completar un programa de DUI y tres años de libertad condicional. El incidente renovó la atención sobre un accidente automovilístico que tuvo Pelosi mientras conducía cuando era menor de edad en 1957. Su hermano mayor murió en el accidente; posteriormente, Pelosi fue absuelto de homicidio involuntario.

### Ataque
En octubre de 2022, un asaltante irrumpió en la casa de Pelosi en San Francisco gritando repetidamente "¿Dónde está Nancy?", y posteriormente atacó a Pelosi con un martillo. El sospechoso fue arrestado, mientras que Pelosi fue hospitalizado con heridas por fuerza contundente —se esperaba que se recuperase por completo. Pelosi se sometió a una cirugía craneal después del ataque. El asaltante, un ciudadano canadiense en situación migratoria irregular en Estados Unidos, tenía un historial de activismo nudista radical, de toxicomanía, de haber vivido en una bodega no residencial, de decir que hablaba con ángeles, y de vivir con una mujer de cuyo marido el sospechoso fue padrino en su boda. Su rastro en redes sociales ha revelado a los investigadores que se trataría de un tránsfobo y negacionista de extrema derecha, seguidor de Donald Trump así como del grupo QAnon y defensor, además, de diversas teorías de la conspiración. El sospechoso declaró a la policía que su objetivo era atacar a Nancy Pelosi —por ser la segunda persona en la sucesión a la presidencia—, así como a otros objetivos entre los que estaban Tom Hanks, Hunter Biden o el gobernador de California Gavin Newsom, y fue acusado de intento de homicidio, entre otros cargos.